# Jaime Lusinchi
Jaime Ramón Lusinchi (Clarines, 27 maggio 1924 – Caracas, 21 maggio 2014) è stato un politico venezuelano, presidente del Venezuela dal 1984 al 1989.
Sua madre, Maria Angelica Lusinchi, era di origine italiana e corsa (mentre suo padre era probabilmente un immigrato italiano). Pediatra di fama, intraprese la carriera politica relativamente tardi, negli anni sessanta. Prima di ricoprire la presidenza della repubblica fu prima deputato, poi senatore per il partito AD (Acción Democrática).